# Кардашьян, Ким
Ким Ноэ́ль Карда́шьян (англ. Kim Noel Kardashian; род. 21 октября 1980[…], Лос-Анджелес, Лос-Анджелес, Калифорния, США) — американская медийная личность, звезда реалити-шоу, актриса и предприниматель. Мировую известность приобрела после выхода популярного реалити-шоу «Семейство Кардашьян».

## Биография
Ким является дочерью известного адвоката Роберта Кардашьяна и светской дамы Крис Дженнер, впоследствии ставшей менеджером Ким. Ким выросла и провела детство в Беверли-Хиллз. По национальности имеет армянские корни со стороны отца, а со стороны матери — шотландские, а также голландские. Про себя Ким Кардашьян говорит, что она наполовину армянка, на четверть шотландка и на четверть голландка.
Мать Ким подала на развод в 1989 году и в 1991 году вышла замуж за бывшего известного легкоатлета Брюса Дженнера, который позже стал Кейтлин Дженнер после смены имени ввиду трансгендерного перехода.

### Образование
В младших классах обучалась в частной высшей школе Мэримаунт.

### Семья
У Ким Кардашьян есть две сестры — Кортни, Хлои и брат Роб. Также у Ким есть сводные братья — Бартон Дженнер, Брендон Дженнер и звезда реалити-шоу Броуди Дженнер; сводная сестра Кейси Дженнер и единоутробные сёстры: Кендалл и Кайли Дженнер (1995 года и 1997 года рождения).

### Карьера

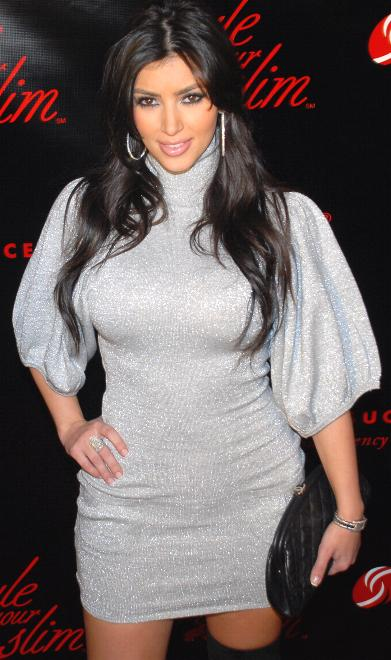
Ким в 2008 году на модном показе Style Your Sim

Первые шаги к славе Ким сделала в октябре 2007 года, снявшись со всей семьёй в реалити-шоу «Семейство Кардашьян» на телеканале «E!». На сегодняшний день вышло двадцать сезонов шоу и восемь спин-оффов. За 2010 год Ким заработала 6 миллионов долларов, тем самым став самой высокооплачиваемой звездой реалити-телевидения. От своего гонорара в 2010 Ким отдала около 600 тысяч долларов (10 % всего заработка) на благотворительность. 23 января 2011 года стартовало новое реалити-шоу с Ким «Kourtney and Kim Take New York», рассказывающем зрителям о переезде сестёр из Лос-Анджелеса в Нью-Йорк и открытии в нём третьего бутика D-A-S-H.
Первую заметную роль Ким сыграла в сериале Beyond the Break. Затем в 2008 снялась в фильме-пародии «Нереальный блокбастер» в роли Лизы, получив номинацию на Золотую малину за худшую женскую роль второго плана в 2009 году. Снималась в массовке в сериале «Как я встретил вашу маму» в эпизоде «Выгоды».
Ким позировала обнажённой для декабрьского номера Playboy в 2007 году. В феврале 2008 Bongo Jeans объявили её своим рекламным лицом. Также является моделью для известных фирм одежды и снимается в рекламе таких компаний, как Skechers, Kotex и Quick Trim.
2 мая 2008 года Ким Кардашьян презентовала свой DVD-диск с тренировками «Воркаут с Ким Кардашьян».

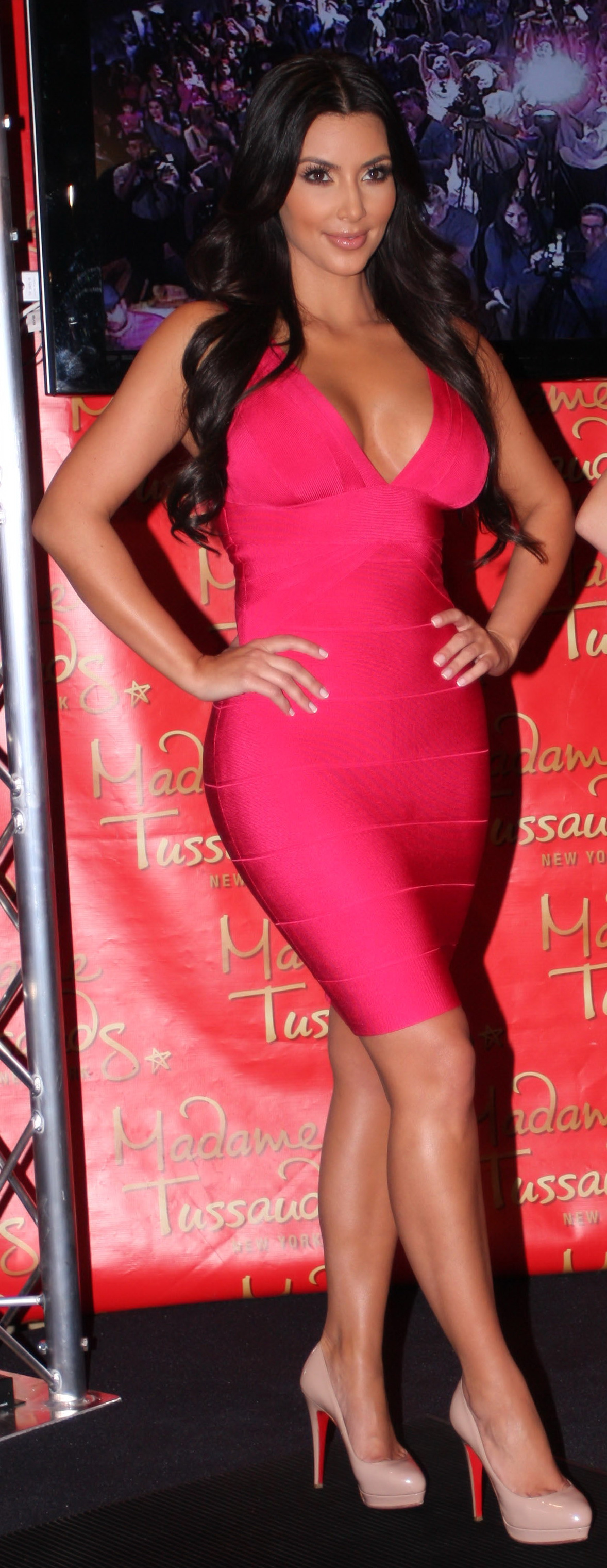
Ким на презентации своей восковой фигуры в Музее мадам Тюссо

Совместно с сёстрами Кортни и Хлои, Ким была владельцем сети бутиков D-A-S-H, где продавалась дизайнерская одежда, сумки, ювелирные изделия, головные уборы, обувь и другие модные аксессуары для женщин. Первый магазин был открыт в 2006 году в Калабасасе, Калифорния, второй — в Майами 20 мая 2009 года. Третий бутик был открыт в Сохо в Нью-Йорке 3 ноября 2010 года. Сеть магазинов была закрыта в апреле 2018 года.
Осенью 2009 года Ким сообщила, что совместно с сёстрами собирается стать дизайнером одежды модного бренда Bebe, а также разработала коллекцию украшений в этническом стиле для бренда Virgin Saints and Angels. В феврале 2010 года Ким с сёстрами выпустила лимитированную линию одежды для Bebe. В коллекции преобладало сочетание таких материалов, как хлопок с кожей, женственно-сексуальные модели, которые сами сёстры носят каждый день. А в августе сёстры Кардашьян объявили, что собрались запустить новую линию под названием K-Dash, которая будет производить бельё, купальники, обувь, аксессуары и будет продаваться в телемагазине QVC с 10 сентября 2010 года. В ноябре 2010 года Ким представила именную коллекцию ювелирных украшений для бренда Bebe.
В 2010 году Ким выпустила новый аромат духов под названием Kim Kardashian. В августе этого же года создала крем для загара «Kardashian Glamour Tan», который продаётся только в сети косметических магазинов Sephora. В марте 2011 года появился в продаже второй аромат Ким — Gold, в котором сочетаются ноты бергамота, грейпфрута, розового перца, жасмина, розы и фиалки.
В июле 2010 года восковая фигура Ким Кардашьян появилась в музее мадам Тюссо в Нью-Йорке.

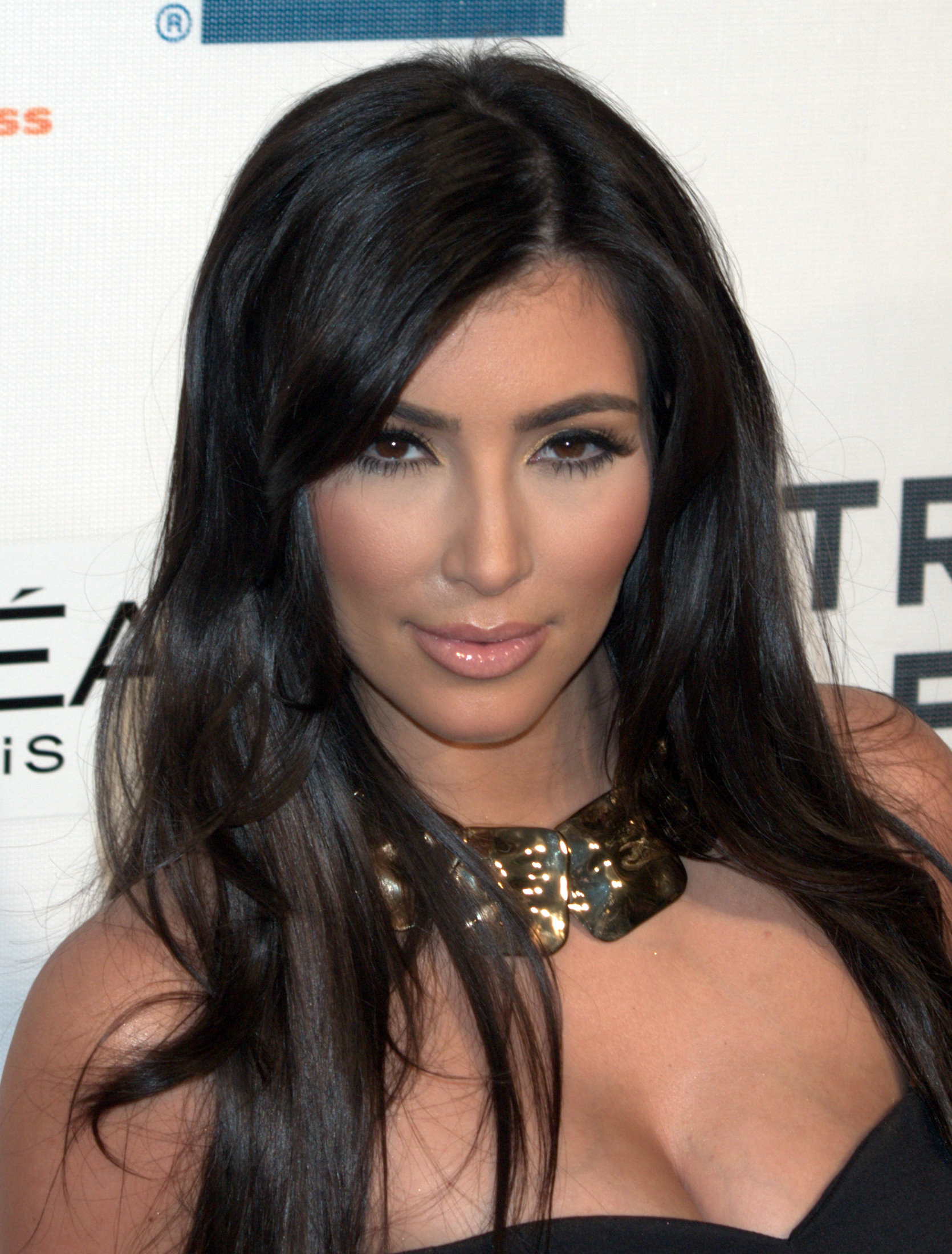
Ким Кардашьян на фестивале Трайбека, 2009

С августа 2010 года Ким стала продюсером реалити-шоу The Spin Crowd о жизни двух PR-агентов Джонатана Чебана и Саймона Хака. Каждый эпизод показывал знаменитость, которая вызывала PR-агентов для публичного появления.

В начале ноября 2010 стало известно, что Ким собралась записать музыкальный альбом. Звезда работает с продюсерами The-Dream, который был номинирован на премию «Грэмми» за лучшую песню года за сингл Рианны «Umbrella» и Трики Стюартом, который известен такими работами как «Single Ladies (Put a Ring on It)» Бейонсе, «Me Against the Music» Бритни Спирс и другими хитами. Премьера песни состоялась на новогодней вечеринке 31 декабря 2010 года в Лас-Вегасе. В начале марта 2011 года вышел сингл Кардашьян под названием «Jam (Turn It Up)». Часть средств от его продажи Ким планирует отдавать на благотворительность в фонд по борьбе с раком. 

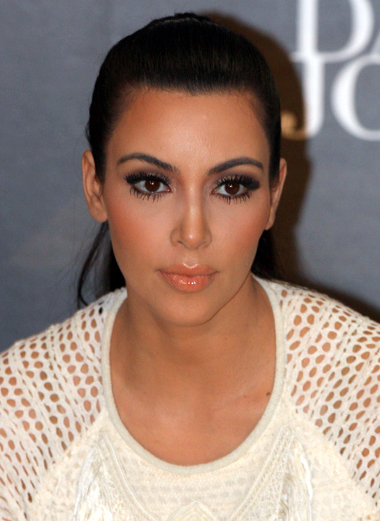
Ким в ноябре 2011 года представляет именную коллекцию сумочек «Kardashian Kollection» в универмаге David Jones в Сиднее

Кардашьян сообщила, что никакого альбома в производстве нет, только одна песня и видео, записанные для нового реалити-шоу «Kourtney and Kim Take New York». Песня получила исключительно негативные отзывы критиков и общественности, Ким была названа худшей певицей во вселенной реалити-телевидения.
В декабре 2010 года сняла клип на свою песню «Jam (Turn It Up)», режиссёром выступил Хайп Уильямс. Канье Уэст в нём появился в камео-роли.
23 ноября 2010 года вышла в свет автобиография сестёр Кардашьян — «Kardashian Konfidential», в которой описаны «весёлые факты их детства, секреты их красоты и стиля, мудрость, которую они познали от отца, и уличные законы матери, что всегда поддерживает их в жизни и бизнесе», как сказал их издатель. 27 июля 2011 года Ким объявила, что их с сёстрами совместный роман, который они напишут в скором времени, будет называться «Dollhouse» (рус. Кукольный дом). Сёстры ранее объявили конкурс среди своих поклонников на лучшее название для книги, победитель получит гостевую роль в их романе.
30 мая 2018 года Ким посетила Белый дом для встречи с президентом США Дональдом Трампом. Однако в рабочем графике Трампа такая встреча отсутствовала. На встрече обсуждались вопросы о тюремной реформе. Основным поводом визита Кардашьян стал вопрос о помиловании 63-летней Элис Мери Джонсон, которая провела в тюрьме более 20 лет, была приговорена к пожизненному заключению за впервые совершенное преступление, связанное с торговлей наркотиками.
По итогам 2018 года Ким Кардашьян вошла в рейтинг звезд, пользующихся наибольшей популярностью у пользователей, составленный ресурсом Pornhub, заняв вторую позицию. В 2018 году посетители сайта упоминали в своих поисковых запросах имя Ким Кардашьян 26,3 миллионов раз.
В честь Ким назван наукометрический индекс Кардашьян.

### Личная жизнь
В 2000—2004 годы Ким была замужем за музыкальным продюсером Деймоном Томасом.
С 28 декабря 2010 года Ким встречалась с нападающим баскетбольной команды «Нью-Джерси Нетс» Крисом Хамфрисом. 18 мая 2011 года он сделал Кардашьян предложение, подарив 20,5-каратное бриллиантовое кольцо Lorraine Schwartz. Ким и Крис поженились 20 августа 2011 года в Монтесито, Калифорния. 31 октября 2011 года, после 72 дней брака, Ким подала на развод.
С 24 мая 2014 года Ким вышла замуж в третий раз за рэпера Канье Уэста, с которым она встречалась два года до их свадьбы. У супругов четверо детей: дочь Норт Уэст (род. 15.06.2013), сын Сейнт Уэст (род. 05.12.2015), дочь Чикаго Уэст (род. 15.01.2018 суррогатной матерью), сын Псалом Уэст (род. 09.05.2019 суррогатной матерью). 2 марта 2022 года Ким Кардашьян и Канье Уэст официально развелись. В 2022 г. она встречалась с Питом Дэвидсоном.

### Домашнее секс-видео
В 2006 году она стала фигуранткой секс-скандала, разделив с Пэрис Хилтон славу звезды домашнего порно. Украденная запись её интимных развлечений с тогдашним бойфрендом, R&B-певцом Рэем Джеем долго гуляла по просторам интернета.
Сначала Кардашьян отрицала подлинность видео, однако, подав иск на компанию, попытавшуюся распространить порно-DVD, фактически признала его подлинность. Ким признаётся, что ей до сих пор стыдно за этот скандал.

### Ограбление в Париже в 2016 году
В ночь на 3 октября 2016 года во время пребывания в Париже в номер отеля, где остановилась Кардашьян, ворвались пятеро грабителей. Под видом полицейских они позвонили в домофон и сказали, что срочно должны увидеть Кардашьян. Когда ночной портье открыл им дверь, ему приставили пистолет к голове, а затем отвели к номеру Кардашьян, чтобы он открыл дверь своим ключом. Грабители связали её пластиковыми кабельными стяжками и заклеили ей рот и глаза скотчем, угрожали пистолетом и заперли в ванной, после чего покинули гостиницу с драгоценностями Кардашьян, двумя смартфонами и €1 тыс. наличными. Общая стоимость похищенного оценивалась в €9 млн. 9 января 2017 года полиция Франции по этому делу задержала 16 человек, из которых 11 в апреле 2025 года предстали перед судом.

## Общественная позиция
8 апреля 2015 года Кардашьян приехала в Ереван с визитом, привлёкшим внимание к столетней годовщине геноцида армян.
В ходе вторжения России на Украину поддержала позицию Украины, сделав несколько постов о ситуации на Украине и посвящённых Зеленскому.

## Награды и номинации
- 2008 — номинация на премию «Teen Choice Awards» за участие в шоу «Keeping Up with the Kardashians»
- 2009 — номинация на премию «Teen Choice Awards» за участие в шоу «Keeping Up with the Kardashians»
- 2009 — номинация на премию «Золотая малина» в категории «Худшая женская роль второго плана» за фильм «Нереальный блокбастер»
- 2010 — премия «Teen Choice Awards» за участие в шоу «Keeping Up with the Kardashians» совместно с сёстрами Хлое и Кортни. Также получила награду на шоу «Золотой кубок» лучшая песня года
- 2014 — премия «Золотая малина» в категории «Худшая женская роль» за фильм «Семейный консультант»

## Избранная фильмография
| Год          |    | Русское название                      | Оригинальное название           | Роль         |
| ------------ | -- | ------------------------------------- | ------------------------------- | ------------ |
| 2007—2021    | с  | Семейство Кардашьян                   | Keeping Up with the Kardashians | играет себя  |
| 2008         | ф  | Нереальный блокбастер                 | Disaster Movie                  | Лиза         |
| 2009         | ф  | Мечты сбываются                       | Deep in the Valley              | Самма Ив     |
| 2009         | с  | Братья                                | Brothers                        | играет себя  |
| 2009         | с  | На каникулах                          | Beyond the Break                | Эль          |
| 2009         | с  | C.S.I.: Место преступления Нью-Йорк   | CSI: NY                         | Дэбби Фэллон |
| 2009         | с  | Как я встретил вашу маму              | How I Met Your Mother           | играет себя  |
| 2010         | с  | 90210: Новое поколение                | 90210                           | играет себя  |
| 2012         | с  | Последний настоящий мужчина           | Last Man Standing               | играет себя  |
| 2012         | с  | До смерти красива                     | Drop Dead Diva                  | Никки        |
| 2012         | с  | Студия 30                             | 30 Rock                         | играет себя  |
| 2013         | ф  | Семейный консультант                  | The Marriage Counselor          | Эва          |
| 2014         | с  | Две девицы на мели                    | 2 Broke Girls                   | играет себя  |
| 2014         | мс | Американский папаша!                  | American Dad!                   | играет себя  |
| 2018         | ф  | 8 подруг Оушена                       | Ocean’s 8                       | играет себя  |
| 2021         | мф | Щенячий патруль в кино                | Paw Patrol: The Movie           | Делорес      |
| 2022 — н. в. | с  | Семья Кардашьян                       | The Kardashians                 | играет себя  |
| 2023         | мф | Щенячий патруль: Мегафильм            | Paw Patrol: The Mighty Movie    | Делорес      |
| 2023—2024    | с  | Американская история ужасов: Нежность | American Horror Story: Delicate | Шивон Корбин |